# Felipe Ángeles
Felipe de Jesús Ángeles Ramírez (Zacualtipán, Hidalgo, México; 13 de junio de 1868 - Chihuahua, Chihuahua; 26 de noviembre de 1919), conocido como Felipe Ángeles, fue un artillero mexicano y héroe popular de la Revolución mexicana que colaboró con el presidente Francisco I. Madero y con el general Francisco Villa.

## Biografía

### Inicios y porfiriato
Nació en Zacualtipán, Hidalgo, el 13 de junio de 1868. Fue hijo de Felipe Ángeles Melo, un coronel que combatió contra la invasión estadounidense en 1847 y la francesa en 1862, y de Juana Ramírez.
Comenzó los estudios primarios en Huejutla, pasó luego a la Escuela de Molango y al Instituto Literario de Pachuca. A los catorce años ingresó al Colegio Militar, gracias a una beca concedida por Porfirio Díaz con motivo de los servicios de su padre durante la lucha contra la intervención extranjera. Analítico e inteligente, sobresalió como uno de los oficiales más brillantes en una generación donde había militares como Victoriano Huerta, Félix Díaz y Rafael Eguía Lis, y egresó en 1892 con el grado de Teniente Técnico de Artillería (Ingeniero en Armamento, en la actualidad). Desde muy joven fue profesor sobresaliente del Colegio Militar, de la Escuela de Aspirantes, de la Escuela Nacional Preparatoria y de la Escuela de Tiro, de la que más tarde fue director. El 25 de noviembre de 1896, se casó con Clara Krause. Fue enviado a los Estados Unidos para realizar estudios de artillería; en Francia supervisó el armamento adquirido por el gobierno de México, y fue ascendido a mayor; le fue concedida la orden de Legión de Honor por los méritos realizados durante sus estudios. En cierta entrega de premios del Colegio Militar, Ángeles atacó ante Porfirio Díaz al soldado arbitrario y brutal y elogió al hombre de armas apegado a la legalidad y a las obligaciones institucionales. Esta actitud marcó su derrotero político. Fue un militar con altas calificaciones teóricas, aunque con vocación de soldado activo. Fue criticado por iluso e irrealista. Mostró su inconformidad ante las injusticias del ejército con los yaquis y ante el favoritismo como eje de promoción, lo que dio lugar a que fuera enviado en comisión militar a Francia.

### Maderismo
A principios de 1912 Francisco I. Madero lo nombró director del Colegio Militar; seis meses después fue ascendido a general brigadier; combatió al orozquismo en Sonora y más tarde fue a Morelos a combatir a Emiliano Zapata, en sustitución del general Juvencio Robles. A diferencia de este, que usaba métodos como la política de «Tierra Quemada» —y que solo logró fortalecer más a los zapatistas—, Ángeles utilizaba métodos conciliadores para pacificar al estado y evitando que sus tropas cometieran excesos contra la población pacífica, con lo cual se llegó a ganar la admiración y respeto del mismo Zapata. Pero sobrevino la Decena Trágica. Madero, consciente de su lealtad, fue personalmente a Morelos a pedirle su ayuda. Respetuoso de la institucionalidad, no le dio el mando supremo pero sí operó contra La Ciudadela; Victoriano Huerta lo hizo retirarse de las primeras filas y lo hizo aprehender junto a Francisco I. Madero y Pino Suárez, pero Ángeles siempre permaneció leal a Francisco I. Madero. Salvado de la muerte por su arraigo en el Ejército Federal, se simuló otra comisión a Europa para desterrarlo. Aunque Ángeles combatió al zapatismo, años después en 1914 se ganaría el respeto de Zapata, con quien fue a conferenciar y como aliado de Villa fue bien recibido por las comunidades morelenses y por el general Genovevo de la O (militar que acompañará a Obregón en su entrada a la capital en 1920). Además destacó entre otros antiguos generales porfiristas leales a Madero como García Peña, José González Salas, Lauro Villar, Gustavo Garmendia, Jacinto Blas Treviño, Federico Montes y Victor Hernandez Covarrubias; el general Manuel Mondragón fue su padrino de bautizo.

### Decena Trágica
El 9 de febrero de 1913 un golpe militar, cuyas cabezas políticas eran el general Bernardo Reyes y el general Félix Díaz, intentó derrocar al presidente Francisco I. Madero. Los cadetes del Colegio Militar apoyaron al presidente Madero en su marcha desde el Castillo de Chapultepec hasta Palacio Nacional. Los sublevados, al mando de Félix Díaz, se atrincheraron en la plaza fuerte de La Ciudadela. Bernardo Reyes había muerto en los primeros enfrentamientos. Madero designó jefe de las fuerzas leales a su gobierno al general Victoriano Huerta, jefe militar que desde tiempo atrás conspiraba contra él, dentro de la sorda guerra de intrigas interiores que vivía el Ejército Federal desde los Acuerdos de Ciudad Juárez.
Ramo de rosas para el fusilado. Octavio Paz

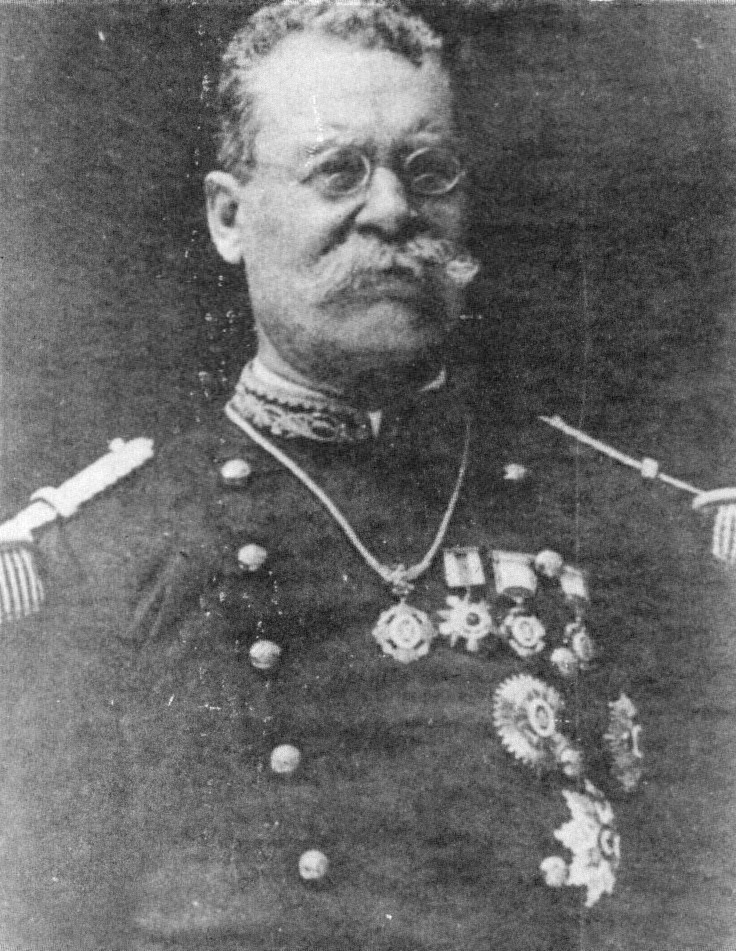
El general Ángel García Peña fue el encargado de otorgarle el ascenso a general brigadier en 1912. Ambos serían aprisionados durante la Decena Trágica en 1913.

Según Friedrich Katz, «Madero tomó una decisión que no sólo era peligrosa sino que, en cierto modo, podía considerarse temeraria. En un automóvil con unos cuantos hombres, sin escolta militar, Madero se trasladó a Cuernavaca donde estaba Felipe Ángeles con sus tropas. Era una empresa muy riesgosa y llena de peligros, dado que grandes trechos de la ruta entre ambas ciudades estaban bajo el control o bajo ataques frecuentes de tropas zapatistas hostiles a Madero. Poco después, Madero regresó de Cuernavaca a la Ciudad de México junto con Ángeles y el grueso de sus tropas».
Aunque viajar en un solo vehículo y sin escolta posiblemente fue el modo más seguro para que Madero se lanzara en plena guerra al riesgo de cubrir el trayecto entre ambas ciudades y llegar a tiempo.
El 10 de febrero Madero y Ángeles entraron a la ciudad por el rumbo de Xochimilco y Tepepan, donde los esperaba el general Ángel García Peña, ministro de Guerra. El presidente ordenó a este tomar el mando de las tropas leales y designar a Felipe Ángeles —único en quien en verdad confiaba, según lo mostraba su audaz viaje a Cuernavaca— como jefe de su Estado Mayor a cargo de las operaciones. Por resistencias en los mandos superiores del ejército federal, de estirpe porfiriana, esta orden no fue cumplida por el general García Peña. Ángeles, se decía, era apenas general brigadier.
El mando quedó a cargo del general de división Victoriano Huerta. Pero este entró en tratos secretos con Félix Díaz, negociaciones que culminaron en el Pacto de la Embajada con la complicidad del embajador de Estados Unidos, Henry Lane Wilson. Poco después se realizaron las aprehensiones del presidente Madero, del vicepresidente José María Pino Suárez y del general Felipe Ángeles. El 19 de febrero Madero y Pino Suárez fueron engañados y obligados a firmar las renuncias a sus cargos. El 22 de febrero, fingiendo una supuesta fuga y un enfrentamiento con sus simpatizantes, ambos fueron asesinados. El general Ángeles fue enviado al exilio en Francia, de donde regresó en octubre de 1913 para sumarse al Ejército Constitucionalista y al núcleo maderista dentro de la revolución, junto con varios de sus discípulos.

### Constitucionalismo y villismo
En junio de 1913, el general Felipe Ángeles recibió una carta del expresidente Porfirio Díaz, quien se encontraba exiliado en Francia, el cual a su vez adjuntó una carta de José Yves Limantour, donde le manifiesta Ángeles que el régimen de Victoriano Huerta caería y donde le pide que reflexione la carta que adjunta, para que interceda por salvar a la patria y al ejército. A su vez, la carta de José Yves Limantour dirigido a Francisco León de la Barra le dice que debe proceder la dotación de tierras a favor de Emiliano Zapata y constituir un ejército, al mando de Francisco Villa y Emiliano Zapata, para así poder salvar a la Nación.
En la carta se menciona lo siguiente: «Estimado amigo: No sé si habrá usted recibido una carta que le dirigió el señor Limantour. De cualquier manera le suplico me preste su atención a las ideas siguientes, que si se realizan, pueden significar la salvación de una institución que es para mí sagrada, habiéndole dedicado mis mayores esfuerzos; usted es miembro de esa institución y sabe lo que vale. El acontecimiento de febrero colocó al ejército en un dilema terrible: o el ejército se sobrepone a la furia del pueblo que ya clama de una manera terrible y se establece la paz, y quizá el único Gobierno estable en México; o el pueblo aniquilará el ejército. La salvación del ejército es muy sencilla y usted es el más adecuado para este objeto, que significará la salvación del país. Yo había pensado no mezclarme más en los asuntos políticos de mi país, por razones que es inútil mencionarlas ahora; pero ahora lo creo necesario intervenir de una manera privada, dirigiéndome a usted. Usted recordará que al ausentarme, la guarnición que me hizo los honores en Veracruz, bajo el mando del coronel Victoriano Huerta, hoy general, dije entre otras cosas "Como usted muy bien lo ha dicho, coronel Huerta, el ejército ha sido el objeto de ataque, y esto me hace que conciba la esperanza que el presente estado de cosas será firmemente defendido por el ejército, restablecer la paz. Si el país necesita de mis servicios, solemnemente me adhiero a mi palabra de militar, de colocarme a la cabeza bajo su bandera guiando a mis soldados y defendiendo con la última gota de mi sangre la muy amada tierra mexicana. Antes de mi partida recomendé al ejército la más completa subordinación, y aunque mi ausencia es temporal, mi corazón permanece con ustedes." Mis palabras no significan que el ejército debiera convertirse en un simple y sumiso esclavo de inconscientes mandatarios, cuya rudeza los enviaría al desastre y al esfuerzo en contra del pueblo invencible por su furia. Tal vez el general Díaz y el general Huerta así lo comprendieron provocando el evento de febrero, con objeto de salvar el ejército y el país. Debido a las circunstancias en que se encuentra usted, le toca a usted decidir sobre la suerte de la legión de bravos soldados que son sus compañeros de armas y de sufrimientos. Reflexione usted sobre mi carta y sobre lo que el señor Limantour me dice que le ha escrito. Sinceramente suyo, Porfirio Díaz.»

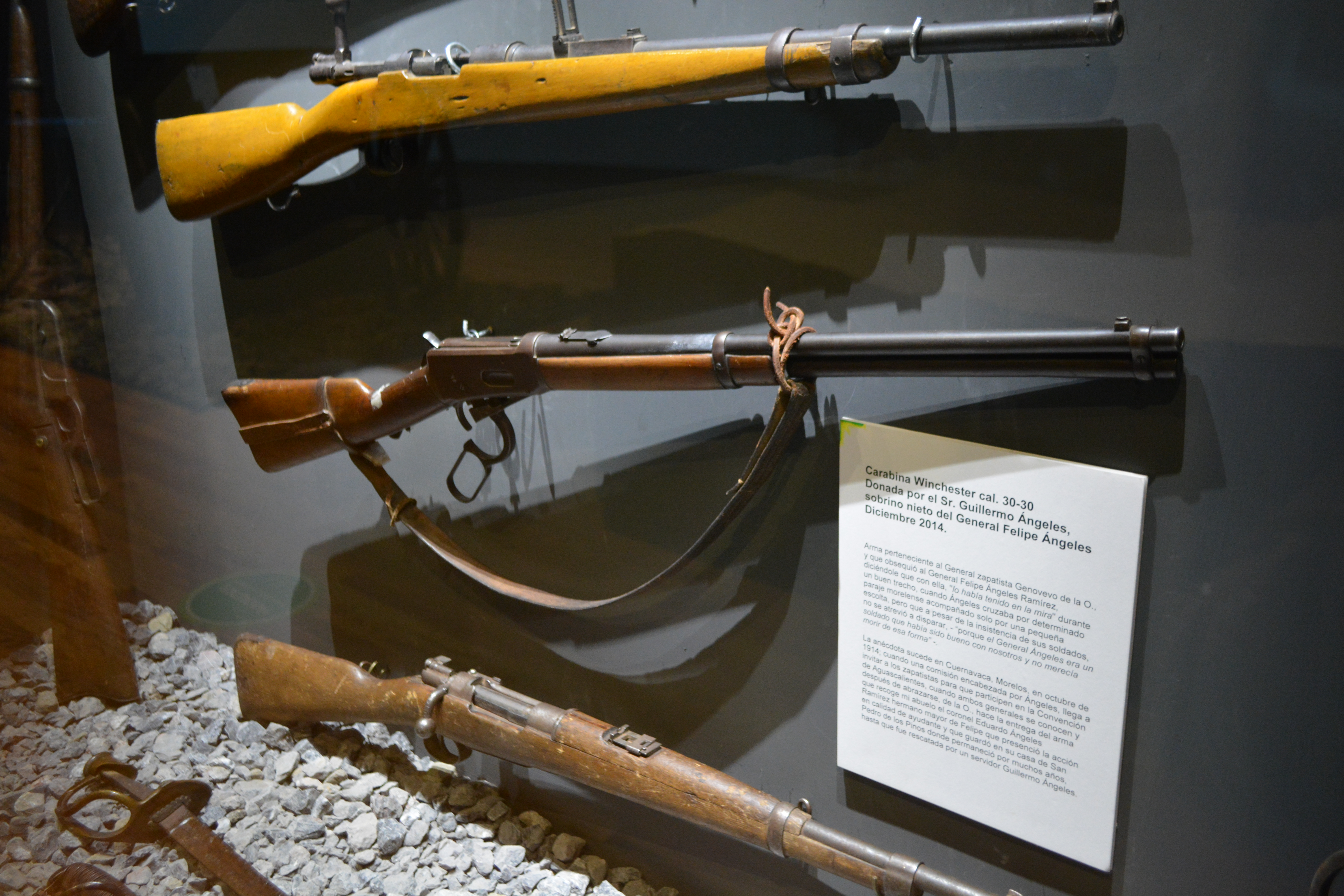
Carabina Winchester Modelo 1894 que perteneció al general Genovevo de la O y que este le regaló al general Felipe Ángeles. Museo Toma de Zacatecas.

Volvió al país en octubre de 1913 y se alió a las fuerzas de Venustiano Carranza; fue nombrado primero Secretario de Guerra y ratificado después solo como Subsecretario, debido a las protestas de numerosos generales rebeldes, entre ellos Álvaro Obregón. En 1914 se incorporó a las fuerzas de Francisco Villa como comandante de la artillería de la División del Norte. Participó en las batallas de Torreón en abril de 1914, en las que consiguió derrotar a las tropas del general José Refugio Velasco; San Pedro de las Colonias, Paredón y Zacatecas (donde unieron fuerzas con Pánfilo Natera derrotando al gobernador Luis Medina Barrón). Carranza otorgó el perdón a varios generales federales que fueron leales a Madero, aunque después estuvieron a las órdenes de Huerta como Ángel García Peña, Lauro Villar, Guillermo Rubio Navarrete y José Refugio Velasco. Fue allí cuando Ángeles empezó a mostrar su gran talento de estratega militar. Como hombre de confianza de Francisco Villa lo representó en la Convención de Aguascalientes, de la que él mismo fue promotor e ideólogo. El 31 de octubre votó por el retiro de Venustiano Carranza. Formó parte de la comisión de guerra de la convención, donde logró la participación zapatista. El 2 de diciembre entró a la Ciudad de México al frente de la vanguardia villista. Ante el fracaso del gobierno de la Convención, se dirigió al noroeste, al frente de las fuerzas convencionistas. Ocupó por unos días la gobernatura de Coahuila y de Nuevo León, del 15 de enero al 21 de febrero de 1915. Felipe Ángeles abandonó a Francisco Villa después de su fracaso en el Bajío, cuando desoyó sus consejos, aunque también influyó mucho la derrota de Ángeles en el noroeste del país.
Al triunfo de Venustiano Carranza, cuya catadura moral le repugnaba, se refugió en Estados Unidos en El Paso, Texas, con la ayuda de José María Maytorena. Fue muy activo en la política entre los exiliados: en Nueva York formó parte del comité ejecutivo de la Alianza Liberal Mexicana. También se dedicó a escribir artículos en diversos periódicos, en los cuales expresó sin rodeos su convicción socialista y se declaró partidario del marxismo, juzgando al liberalismo como cosa del pasado. Expuso su desacuerdo con la Constitución de 1917 y le opuso la Constitución de 1857 —producto de la Guerra de Reforma—, a la que juzgaba más adecuada para la situación del país. Regresó al país hasta diciembre de 1918, con el propósito de atacar a Venustiano Carranza, antes de lo cual lanzó una proclama que se conoce como Plan de Río Florido. Fracasó en sus intentos de unificar a los rebeldes y de disciplinar a los villistas, por lo que, vencido y aislado, fue denunciado y aprehendido. El mayor Felix Salas hizo tal delatación a cambio de que él y sus cinco hombres fueran amnistiados,  el 10 de noviembre de 1919. Ninguna resistencia opuso el general Ángeles al ver llegar a Gabino Sandoval acompañado del mayor Félix Salas, en el puerto de La Mora —Cañón de Salomé—, municipio de Valle de Olivos. Seis de los miembros de la escolta del general Ángeles se pusieron a salvo. Solamente el mayor José Muñoz, jefe de su escolta, permaneció a su lado, así como el mayor Néstor Enciso de Arce y el soldado raso Antonio Trillo —ningún parentesco con la familia Trillo (villista).

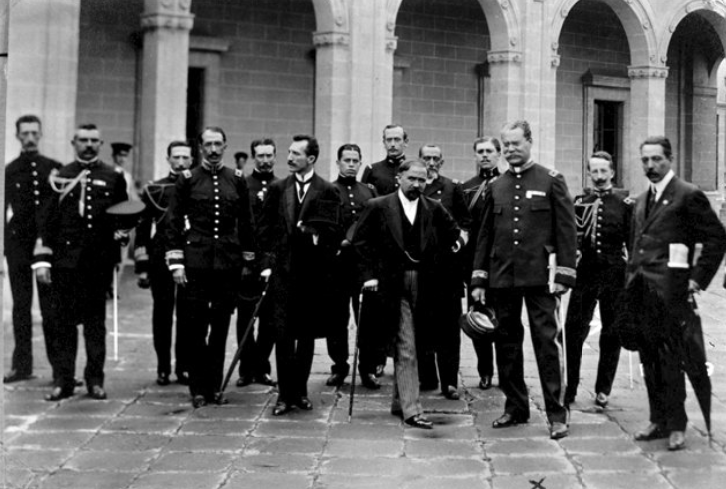
El general y director del Heroico Colegio Militar Felipe Ángeles con el presidente Francisco I. Madero, el vicepresidente José María Pino Suárez y el ministro de guerra Ángel García Peña.

Se le formó consejo de guerra por haberse sumado a las fuerzas de Pancho Villa que todavía operaban en el norte, mismo que se realizó en el Teatro de los Héroes de la ciudad de Chihuahua. El Consejo estuvo integrado por los Generales Gabriel Gavira Castro, Miguel M. Acosta Guajardo, Fernando Peraldí Carranza y José Gonzalo Escobar. En su defensa ante el tribunal, Ángeles persistió en declararse partidario y amigo de Francisco I. Madero. Años más tarde el mismo general Gavira anotaba en sus memorias que, cuando el golpe de febrero de 1913, mientras todos los altos mandos federales conspiraban contra el presidente Madero, el general Ángeles se había mantenido leal a este y había sido «el único que cañoneaba efectivamente La Ciudadela, desde la calzada de la Reforma». Fue sentenciado a la pena capital, a pesar del clamor de la concurrencia que en la sesión pidió su perdón. Murió fusilado en Chihuahua el 26 de noviembre de 1919. Como testamento político dijo durante su juicio: «Mi muerte hará más bien a la causa democrática que todas las gestiones de mi vida. La sangre de los mártires fecundiza las buenas causas». El 15 de noviembre de 1941, al cumplirse el XXII aniversario de su muerte, fue nombrado en su tierra natal «Hijo del Estado de Hidalgo». Se recuerda su frase más célebre «¿Por qué temerle a la muerte, si no le temo a la vida?».
Felipe Ángeles, artillero, matemático, escritor, vivió y murió obsesionado por el legítimo temor de que Estados Unidos —país al cual sin embargo admiraba, habiendo vivido años de exilio y de trabajo entre su pueblo— se apoderara de más territorio mexicano o subordinara la soberanía mexicana a su imperio. Su adversario irreconciliable desde 1914, Venustiano Carranza, desde posiciones diferentes compartía esa obsesión, heredada después por militares tan diversos entre sí como Lázaro Cárdenas y Joaquín Amaro.
El 26 de noviembre de 2019 se cumplió el centenario de su fusilamiento y en 2022 fue puesto su nombre al Aeropuerto Internacional de la Ciudad de México. Actualmente sus restos mortales reposan en la Rotonda de los Hidalguenses Ilustres de Pachuca de Soto.

## Ángeles en otras fuentes

### Libros
- Nellie Campobello en Cartucho describe el Consejo de Guerra que se dio a Felipes Ángeles.[7]
- Elena Garro describe y analiza los últimos momentos de la vida de Felipe Ángeles antes de morir fusilado, en su obra de teatro en tres actos llamada sencillamente Felipe Ángeles.
- Adolfo Gilly en La revolución interrumpida. En este libro se describe la importancia de Felipe Ángeles en las fases de ascenso de la Revolución mexicana y el porqué de la separación entre este y Villa. En su libro Felipe Ángeles el estratega, compara su triste desenlace con el que tuvo el general Carlos Prats, a quien Augusto Pinochet mandó asesinar en el exilio.
- Enrique Krauze lo describe como un benevolente y puro en el libro El Ángel y el Fierro.
- Ignacio Solares en La noche de Ángeles, novela histórica, narra el periplo de un hombre obstinado en defender sus ideales hasta el final.
- Paco Ignacio Taibo II hace una descripción más detallada de su paso por el villismo en el libro Pancho Villa: Una biografía narrativa.

### Radio
- En la emisión "La Historia que quiero vivir" de Radio Fórmula narrado en la voz del historiador José Manuel Villapando, se transmitieron tres programas los días 16, 23 y 30 de noviembre de 2019 en los que se habló de la biografía de Felipe Ángeles, en conmemoración al centenario de la muerte del caudillo, dichos programas actualmente se encuentran en YouTube.

### Televisión
- En la telenovela histórica Senda de gloria fue interpretado por el actor Ángel Aragón; en la serie El encanto del águila por el actor Gustavo Sánchez Parra y en Pancho Villa: El Centauro del Norte por el actor Andrés Montiel.

## Distinciones

### Órdenes
- Caballero de la Legión de Honor ( Francia).

### Honores
- En su honor, se le puso su nombre y cargo militar al municipio de General Felipe Ángeles en el estado de Puebla.
- En su honor la unidad encargada de formar a los oficiales del arma de artillería en el Heroico Colegio Militar lleva el nombre de «Batería General Felipe Ángeles».
- En su honor, en Tijuana, Baja California, una importante avenida lleva su nombre.
- En su honor, se creó el Ejido General Felipe Ángeles, en el municipio de Tecate, Baja California.
- En su honor, el boulevard principal de Pachuca, Hidalgo, lleva su nombre.
- En su honor, el 13 de junio de 2020 se creó la Fundación General Felipe Ángeles.
- En su honor, el nuevo Aeropuerto de la Ciudad de México lleva su nombre.
- En su honor, la LXV Legislatura del Congreso de la Unión de México el 13 de diciembre de 2022 develó su nombre en letras de oro en el muro de honor.

### Citas
1. ↑  Ángeles Contreras, 1982; 24:"Me llamo Felipe de Jesús Ángeles Ramírez , soy hijo de Felipe Ángeles Melo y de Juana Ramírez , nacido en Zacualtipán, Estado de Hidalgo, el 13 de junio de 1868; así es que tengo más de cincuenta años, y de estado civil casado"
2. ↑  Ángeles Contreras, 1996, pp. 4-7.
3. ↑  Taibo II, 2009, p. 65.
4. ↑  Redacción (2 de abril de 2014). «Felipe Ángeles». Algarabía.
5. ↑  Taibo II, 2009, p. 66.
6. ↑  http://www.memoriapoliticademexico.org/Textos/6Revolucion/1913-C-PD-FA.html
7. ↑  Campobello Luna, Nellie (2000). Cartucho (1.ª edición). Era. p. 95. ISBN 9684114559. Consultado el 4 de febrero de 2015.